# Kultajärvi
Kultajärvi är en sjö i kommunen Ilomants i landskapet Norra Karelen i Finland. Sjön ligger 150,4 meter över havet. Arean är 90 hektar och strandlinjen är 5,83 kilometer lång. Sjön  ingår i Vuoksens huvudavrinningsområde.   Den ligger omkring 73 kilometer nordöst om Joensuu och omkring 440 kilometer nordöst om Helsingfors. 
Kultajärvi ligger öster om Pirttijärvi. 